# Glicerol-3-fosfato desidrogenase

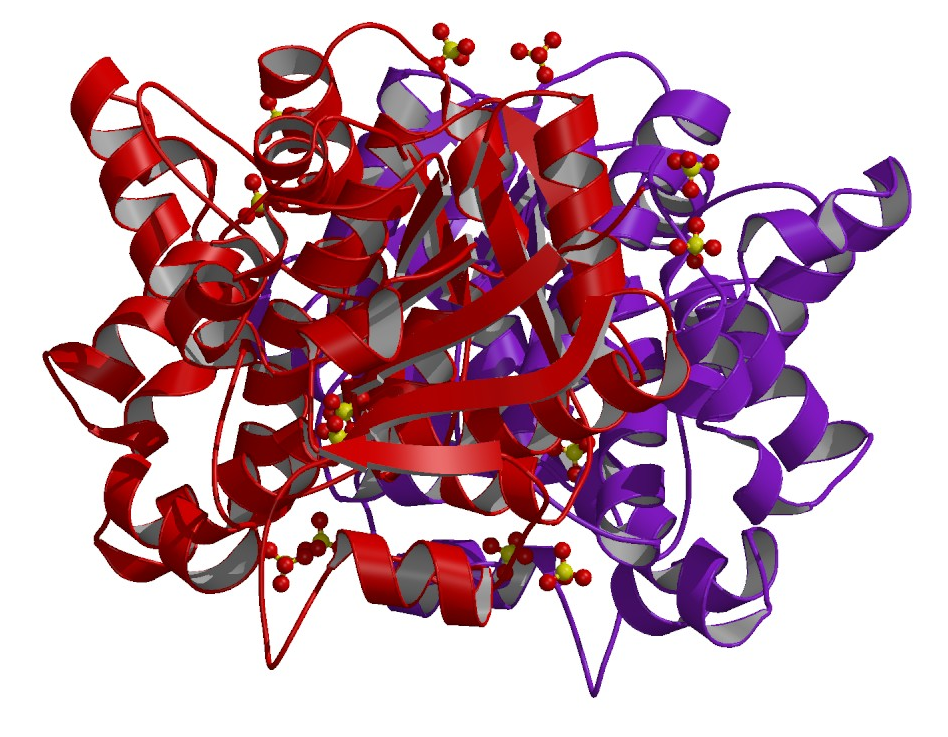

A glicerol-3-fosfato desidrogenase é uma enzima que catalisa a oxidação de glicerol-3-fosfato em 1,3-bifosfofoglicerato, liberando um NADH (fase de pagamento).
Velhos termos para a glicerol-3-fosfato desidrogenase incluem alfa glcerol-3-fosfato desidrogenase e glicerolfosfato desidrogenase. No entanto, glicerol-3-fosfato desidrogenase não é o mesmo que gliceraldeído-3-fosfato desidrogenase cujo substrato é um aldeído e não um álcool.

## Reacção
A recção catalisada pela glicerol-3-fosfato desidrogenase citosólica é a seguinte: